# Тридцать шестое правительство Израиля
Тридцать шестое правительство Израиля (ивр. ממשלת ישראל השלושים ושש‎, правительство Беннета — Лапида,  «правительство перемен») — предыдущий кабинет министров Израиля. Сформирован после выборов в законодательные органы Израиля 2021 года; начало полномочий — 13 июня 2021 г. Это первое за 12 лет правительство, во главе которого стоит не Биньямин Нетанияху.
2 июня 2021 года было подписано коалиционное соглашение между партиями Еш Атид, Кахоль-лаван, Ямина, Авода, Исраэль Бейтейну, Тиква Хадаша, Мерец и Объединённый арабский список (PAAM).
В соответствии с соглашением о ротации Нафтали Беннет из партии Ямина будет исполнять обязанности премьер-министра до сентября 2023 года, а затем уступит эту должность Яиру Лапиду из Еш Атид, который будет занимать этот пост до ноября 2025 года. Кроме того, Ямина и Еш Атид станут четвёртой и пятой партиями, соответственно.
В кабинете восемь женщин-министров — рекордное для Израиля количество.
Это первое правительство, в котором состоит арабская партия как независимый член коалиции.
Кроме того, впервые в истории главой правительства Израиля стал религиозный политик.
20 июня 2022 г. лидеры коалиции Нафтали Беннет и Яир Лапид решили распустить парламент и провести внеочередные выборы.

## Состав
В правительстве 28 министров и 5 заместителей:
| Должность                                                             | Министр        | Партия       |
| --------------------------------------------------------------------- | -------------- | ------------ |
| Заместитель министра по арабским делам в аппарате премьер-министра    | Мансур Аббас   | РААМ         |
| Заместитель министра экономических реформ в аппарате премьер-министра | Абир Кара      | Ямина        |
| Заместитель министра обороны                                          | Алон Шустер    | Кахоль-лаван |
| Заместитель министра иностранных дел                                  | Идан Ролль     | Еш Атид      |
| Заместитель министра внутренней безопасности                          | Йоав Сегалович | Еш Атид      |

| Министерство                                                                                  | Министр            | Партия          |
| --------------------------------------------------------------------------------------------- | ------------------ | --------------- |
| Премьер-министр                                                                               | Нафтали Бенет      | Ямина           |
| Заместитель премьер-министра Министр иностранных дел                                          | Яир Лапид          | Еш Атид         |
| Заместитель премьер-министра Министр обороны                                                  | Бени Ганц          | Кахоль-лаван    |
| Заместитель премьер-министра Министр юстиции                                                  | Гидеон Саар        | Тиква Хадаша    |
| Министр сельского хозяйства и аграрного развития Министр развития периферии, Негева и Галилеи | Одед Форер         | Наш дом Израиль |
| Министр алии и интеграции                                                                     | Пнина Тамано-Шата  | Кахоль-лаван    |
| Министр связи                                                                                 | Йоаз Хендель       | Тиква Хадаша    |
| Министр строительства Министр по делам Иерусалима                                             | Зеэв Элькин        | Тиква Хадаша    |
| Министр культуры и спорта                                                                     | Йехиэль Троппер    | Кахоль-лаван    |
| Министр по делам диаспоры                                                                     | Нахман Шай         | Авода           |
| Министр экономики Израиля                                                                     | Орна Барбивай      | Еш Атид         |
| Министр образования Израиля                                                                   | Ифат Шаша-Битон    | Тиква Хадаша    |
| Министр по охране окружающей среды                                                            | Тамар Зандберг     | МЕРЕЦ           |
| Министр финансов                                                                              | Авигдор Либерман   | Наш дом Израиль |
| Министр в министерстве финансов                                                               | Хамед Амар         | Наш дом Израиль |
| Министр здравоохранения                                                                       | Ницан Хоровиц      | МЕРЕЦ           |
| Министр разведки                                                                              | Элазар Стерн       | Еш Атид         |
| Министр внутренних дел                                                                        | Айелет Шакед       | Ямина           |
| Министр труда и социального обеспечения                                                       | Меир Коэн          | Еш Атид         |
| Министр национальной инфраструктуры, энергетики и водоснабжения                               | Карин Эльхарар     | Еш Атид         |
| Министр внутренней безопасности                                                               | Омер Бар-Лев       | Авода           |
| Министр региональной кооперации                                                               | Иссауи Фредж       | МЕРЕЦ           |
| Министр по делам религий                                                                      | Матан Кахана       | Ямина           |
| Министр науки, технологии и космоса                                                           | Орит Фаркаш-Хакоэн | Кахоль-лаван    |
| Министр по делам поселений                                                                    | Нир Орбах          | Ямина           |
| Министр социального равенства и меньшинств                                                    | Мерав Коэн         | Еш Атид         |
| Министр туризма                                                                               | Йоэль Развозов     | Еш Атид         |
| Министр транспорта                                                                            | Мейрав Михаэли     | Авода           |